# Nkom Kana
Nkom Nkana est un quartier de la ville de Yaoundé, capitale du Cameroun, situé dans l'arrondissement de Yaoundé 2, près dudit quartier Carrières. 

## Histoire
Étymologiquement, le toponyme Nkom est issue de la langue Ewondo et signifie colline. Kana Mesa, fils d’Otu Tamba Mbia, élit domicile sur cette colline rocailleuse, Nkom. Dès lors, l’appellation Nkom Nkana dans son intégralité signifie le rocher de Kana Mesa.
Les autres appellations locales issues de la langue ewondo étaient Elig Bala Menyenge et Elig Pierre Effa.

## Lieux populaires
- Rue mont parnasse
- Carrefour Jean Mermoz
- Immeuble macabo
- Apero snack bar
- CMPJ (centre multifonctionnel de promotion de la jeunesse)
- Auberge El Canasta

## Établissements scolaires
- École maternelle et primaire Bethlehem
- Collège Bethlehem
- Collège les armandins
- Nursery and primary school amazing grace

## Lieux de culte
- Vraie Eglise de Dieu du Cameroun
- Petite mosquée de quartier anonyme

## Institutions sanitaires
- Centre de santé 3e millénaire
- Centre de santé Maelys